# Stiring-Wendel
 Stiring-Wendel  es una comuna y población de Francia, en la región de Lorena, departamento de Mosela, en el distrito de Forbach. Es la  cabecera y mayor población del cantón homónimo.
Su población municipal en 2008 era de 12 311 habitantes. Forma parte de la aglomeración urbana de Forbach.
Está integrada en la  Communauté d'agglomération de Forbach-Porte de France .
Fue constituida en 1857 a partir de Forbach.

## Demografía
| ... | ... | ... | ... | ... | ... | ... | ... | ... | 2 589 | 3 310 | 3 508 | 3 671 | 3 737 | 3 854 | 3 920 | 3 646 | 2 912 | 3 624 | 4 751 | 6 451 | 8 452 | 11 128 | 11 046 | 10 734 | 15 026 | 15 028 | 13 757 | 12 665 | 13 581 | 13 743 | 13 129 | 12 311 |
| Para los censos de 1962 a 1999 la población legal corresponde a la población sin duplicidades (Fuente: INSEE [Consultar]) |     |     |     |     |     |     |     |     |       |       |       |       |       |       |       |       |       |       |       |       |       |        |        |        |        |        |        |        |        |        |        |        |